# Duguetia dimorphopetala
Duguetia dimorphopetala este o specie de plante angiosperme din genul Duguetia, familia Annonaceae, descrisă de Robert Elias Fries. Conform Catalogue of Life specia Duguetia dimorphopetala nu are subspecii cunoscute.